# 守谷商会 (商社)
株式会社守谷商会（もりたにしょうかい、英: MORITANI & Co.,Ltd.）は、東京都中央区八重洲に本社を置く機械の専門商社である。
機械商社の老舗、産業用機械を明治時代から販売。未上場会社。
創業当時から一般消費財ではなく産業機械を中心とした事業展開を行なっており、電気・ガス・水道などのインフラ産業や、鉄鋼・自動車・半導体などの製造業など幅広いビジネスを展開。

## 沿革
- 1901年（明治34年） - 創業者・守谷吾平[注釈 1]により、東京市京橋区三十間堀（現在の銀座）にて営業を開始。
- 1914年（大正3年） - 貿易取引の拡大を目的に、海外進出第1号として台湾出張所（現台湾守谷商会股份有限公司）を開設。
- 1918年（大正7年） - 株式会社に組織変更。守谷吾平が初代社長に就任。米国事務所（現MORITANI AMERICA, INC.）を開設。
- 1928年（昭和3年） - 1928本社を現在地、中央区八重洲に移転。
- 1976年（昭和51年） - 西独駐在員事務所（現MORITANI GmbH）を開設。
- 1999年（平成11年） - ISO14001認証取得。（本店）
- 2002年（平成14年） - 上海守谷国際貿易有限公司を開設。
- 2004年（平成16年） - シンガポール駐在員事務所（現MORITANI SINGAPORE PTE. LTD.）を開設。
- 2005年（平成17年） - ISO14001認証拡大。（本店・大阪支店）
- 2006年（平成18年） - ツクバ・フローラボ（研究施設・茨城）開設。
- 2007年（平成19年） - ISO14001認証拡大。（本店・大阪支店・名古屋支店）当社の完全親会社 株式会社GM INVESTMENTS設立。
- 2011年（平成23年） - 加藤弘、当社取締役社長、株式会社GM INVESTMENTS代表取締役に就任。

## 関連会社
国内
- 株式会社GM INVESTMENTS
- モリタニ・ダイキン株式会社
- イワキ・モリタニ電工株式会社
- 守谷鋼機株式会社
- グリーンリース株式会社
- 株式会社産業機電
- ピーエーエス株式会社
- エムテス株式会社
- 株式会社エムビーアール
- 日本フイツシヤ株式会社

海外
- MORITANI AMERICA, INC.
- MORITANI GmbH
- 台湾守谷商会股份有限公司
- 上海守谷国際貿易有限公司
- MORITANI SINGAPORE PTE. LTD.